# Запис липа код школе (Мишевић)
Запис липа код школе (Мишевић) се налази на парцели чији је власник Основна школа "Бранко Радичевић".

## Локација
| Општина             | Јагодина                                                                    |
| Катастарска општина | Мишевић                                                                     |
| Потес               | Село                                                                        |
| Координате          | 43° 58′ 13″ С; 21° 06′ 42″ И / 43.970199999999998° С; 21.111699999999999° И |
| Надморска висина    | 376m                                                                        |

## Карактеристике
Дендрометријске вредности утврђене на терену и сателитским снимцима:
| Стабло                     | Липа |
| Висина стабла              | m    |
| Обим дебла                 | m    |
| Пречник крошње             | 10m  |
| Пречник дебла              | m    |
| Висина дебла до прве гране | m    |

## База записа
Запис је у оквиру Викимедија пројекта "Запис - Свето дрво" заведен под редним бројем 1132.